# Chiesa di Santa Maria delle Grazie (Sillavengo)
La chiesa di Santa Maria delle Grazie è la parrocchiale di Sillavengo, in provincia e diocesi di Novara; fa parte dell'unità pastorale della Bassa Valsesia.

## Storia
La chiesa venne costruita nel XVI secolo; nel 1790 fu dotata dell'organo, che era stato realizzato verso la metà del Seicento dal bellinzaghese Giovanni Battista Gavinelli.
L'edificio fu interessato nel XIX secolo da un rifacimento, che gli conferì il nuovo aspetto neoclassico; nel 1993 l'organo venne restaurato.

## Descrizione

### Esterno
La neoclassica facciata a salienti della chiesa, rivolta a ponente e suddivisa da una cornice marcapiano in due registri, entrambi scanditi da paraste tuscaniche, presenta al centro portale maggiore, coronato dal timpano triangolare spezzato, e ai lati gli ingressi secondari, sormontati da finestre, e sopra una finestra a mezzaluna e due nicchie; il prospetto è concluso dal frontone, in cui s'apre un oculo.
Annesso alla parrocchiale è il campanile, che sorge sul lato settentrionale; la cella presenta su ogni lato un'apertura ed è coronata dal tetto a quattro falde.

### Interno
L'interno dell'edificio si compone di un'unica navata, sulla quale si affacciano le cappelle laterali e le cui pareti sono scandite da lesene corinzie sorreggenti il cornicione; al termine dell'aula si sviluppa il presbiterio, rialzato di due gradini e chiuso dall'abside di forma semicircolare, caratterizzata dalla presenza di colonne.
Qui sono conservate numerose opere di pregio, tra cui il già menzionato organo, e la pala raffigurante la Vergine con il Bambino attorniati dai Santi Rocco, Quirico e Pudenziana, risalente al Seicento.